# 馬渕紀明
馬渕 紀明（まぶち のりあき、1971年9月28日 - ）は、日本の政治家、元競輪選手。愛西市議会議員（2期）。日本競輪学校（当時。以下、競輪学校）第68期生。競輪選手時代は日本競輪選手会愛知支部所属。師匠は佐藤嘉修（49期）。

## 来歴
愛知県出身。
享栄高等学校在学中は野球部に所属。その後、適性試験により競輪学校に合格し、第68期生として入学。同期には加倉正義、山口富生、小川圭二、阿部康雄らがおり、在校競走成績は32勝で6位。卒業後は1991年8月7日に西武園競輪場でデビューし2着。初勝利は同年8月16日、ホームバンクの名古屋競輪場で挙げた。
1992年に初出場となったふるさとダービー（函館競輪場）でいきなり決勝進出を果たし9着。以降も特別競輪に出場し続け決勝にも3回進出したが、1998年のオールスター競輪（一宮競輪場）での決勝3着が最高の成績だった。
自転車競技でも1997年のUCIトラックワールドカップクラシックス第3戦（イタリア、フィオレンツオーラ・ダルダ）のチームスプリントで3位に貢献し、アジア競技大会のスプリントでは神山雄一郎に次いで2位に入っている。
2015年後期よりA級に陥落し、2016年5月8日の広島競輪場第9R・A級決勝での6着をもって引退することを発表した。
2015年5月16日、選手登録消除。通算成績は2115戦416勝。登録消除直後に名古屋競輪場で開催された高松宮記念杯競輪の初日に引退セレモニーが行なわれた。
引退後は参議院議員の斎藤嘉隆の秘書を務めたのち、2018年4月15日に投開票された愛西市議会議員選挙に立候補、1,366票を獲得し初当選した。無所属。2022年4月の愛西市議会議員選挙でも当選し、2期目を務めている。